# Matías Silvestre
Matías Agustín Silvestre (sinh ngày 25 tháng 9 năm 1984) là cầu thủ người Argentina hiện đang chơi cho câu lạc bô Sampdoria.